# Trachypithecus cristatus vigilans
Trachypithecus cristatus vigilans é uma das 2 subespécies de Trachypithecus cristatus.